# Bobo-Dioulasso
Pour les articles homonymes, voir Bobo.
Bobo-Dioulasso est la deuxième ville la plus peuplée du Burkina Faso après Ouagadougou, Elle est la capitale économique du pays,. Bobo-Dioulasso est aussi la capitale de la région des Hauts-Bassins, de la province du Houet et la préfecture du département du même nom.
Baptisée ainsi par les colons, son nom signifie « la maison des Bobo-dioula ». Sa gare, sur la ligne reliant Abidjan à Ouagadougou, est d'une étonnante architecture. En raison de sa position géographique, la commune de Bobo-Dioulasso est un carrefour important pour le commerce, les transports et l'industrie. Son climat est de type sud-soudanien, caractérisé par une pluviométrie annuelle comprise entre 900 et 1 100 mm, avec des précipitations s'étalant sur quatre à six mois. Selon les données du recensement général de la population et de l'habitat (RGPH) de 2006 et de 2019, la population de la Commune de Bobo-Dioulasso est passée de 554 042 habitants en 2006 à 984 603 habitants en 2019, soit une augmentation de 78%. Bobo-Dioulasso est considérée comme la perle touristique et culturelle du Burkina Faso en raison de ses sites touristiques tels que la Mosquée de Dioulasso-bâ, la Guinguette, Dafra, le Musée communal Sogossira Sanon, le Mausolée Guimbi Ouattara, ainsi que ses masques, balafons, batiks et le tissu populaire "Kôkô Dùnda". La semaine nationale de la culture (SNC), créée en 1983 par le président Thomas Sankara, vise à promouvoir la diversité culturelle du Burkina Faso. Depuis 1990, cet événement a lieu tous les deux ans à Bobo-Dioulasso.

## Situation géographique
Située à l'Ouest du Burkina Faso, ancienne capitale coloniale de la Haute-Volta et la présente capitale économique, Bobo-Dioulasso couvre une superficie de 13 678 ha et comptait, au recensement de 1985, 231 162 habitants. Le taux de croissance annuelle sur la période 1985-1995 étant environ 7 %, la population atteinte en 1995 était 412 000 habitants. Au recensement de 2006, la ville comptait 489 967 habitants  et plus de 1 050 000 habitants selon les enquêtes de l'INSD de 2016.

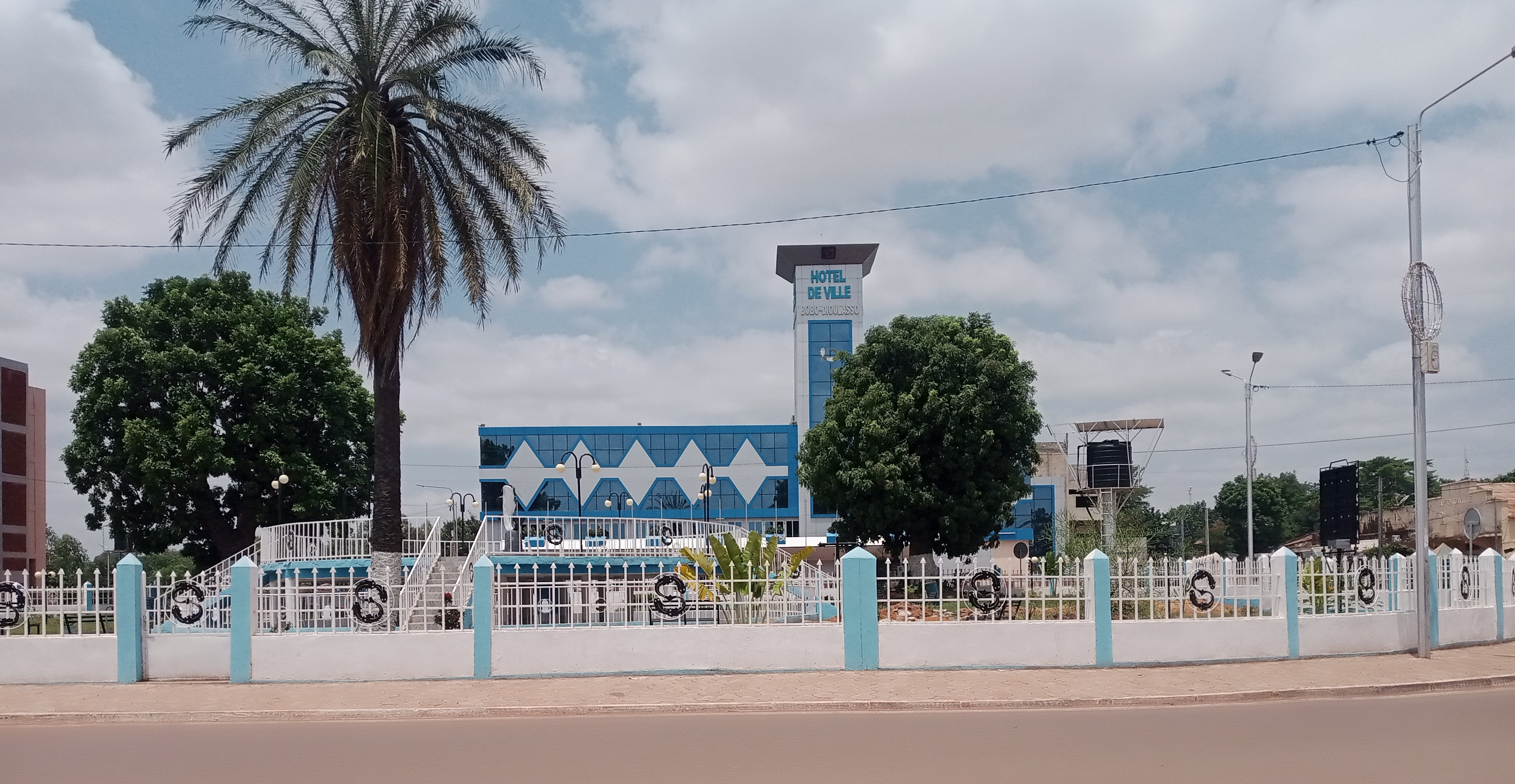
Hôtel de ville de de Bobo-Dioulasso en arrierre plan

La commune de Bobo-Dioulasso est administrée par un maire et un bureau élus au sein du conseil municipal pour une durée de cinq ans. La ville jouit d'un climat plutôt doux.

## Histoire
L’officier et explorateur Louis-Gustave Binger entre dans la ville le mardi 19 avril 1888. La population l'accueille alors avec hostilité. Il laisse une longue description de la ville et de ses habitants dont il évalue le nombre à 3 500. Il constate aussi que certaines informations d'Heinrich Barth sont erronées. Il quitte la ville le mercredi 25 avril.
Poste administratif et militaire dès 1897, la ville actuelle de Bobo-Dioulasso a connu un long cheminement. En effet, elle a pris naissance et s’est développée à partir d’un petit village appelé « Kibidoué » fondé par des agriculteurs Bobo et des commerçants Dioula venus du Mandé vers 1050.
Ces agriculteurs Bobo, après s’être installés sous le « Kibi » qui signifie arbre en Bobo, décidèrent de baptiser leur village « Kibidoué ». Par la suite, Kibidoué donnera « Sya », village plus gros avec l’arrivée progressive des commerçants Dioulas de la dynastie des Watara venus du royaume de Kong (Côte d'Ivoire). Ils fondent le royaume du Gwirikô avec Sya comme capitale. La ville accueille aussi d’autres migrants venus du sud. Cette arrivée des Dioula a generé une ethnie métissée appelée Bobo-Dioula occupant l'actuel quartier de Dioulassoba qui signifie la grande famille des Dioulas. Cette appellation résulte, en fait, de la lutte d'influence entre les Dioulas venus de Kong et les autochtones Bobo(généralement agriculteurs) et bobo-dioula (qui signifie commerçant Bobo). Le véritable nom de la cité étant Sya.
La légende consacre plusieurs versions à cette appellation de Sya et l’une des versions dit que Sya était le nom d’une jeune vendeuse de dolo à Kibidoué, réputée pour sa générosité.
En 1904, le colonel Caudrelier baptise la ville Bobo-Dioulasso, ce qui, littéralement traduit du dioula, signifie la « maison des Bobo-Dioula ».
Longtemps considérée comme la capitale économique du pays, notamment par sa proximité avec Abidjan et par sa forte production de coton, principale richesse du pays, la ville est en perte de vitesse depuis les crises ivoiriennes de 2002 et 2010-2011. La ville n'accueille que 20 % des entreprises du pays contre 58 % pour Ouagadougou.
En 2011, la ville est secouée par la révolte qui touche le pays ; elle est notamment touchée par la mutinerie des militaires du camp de Ouezzin Coulibaly et l'intervention de l'armée qui mate cette mutinerie, faisant 7 morts et 25 blessés entre le 31 mai et le 6 juin,,,,.

## Découpage administratif

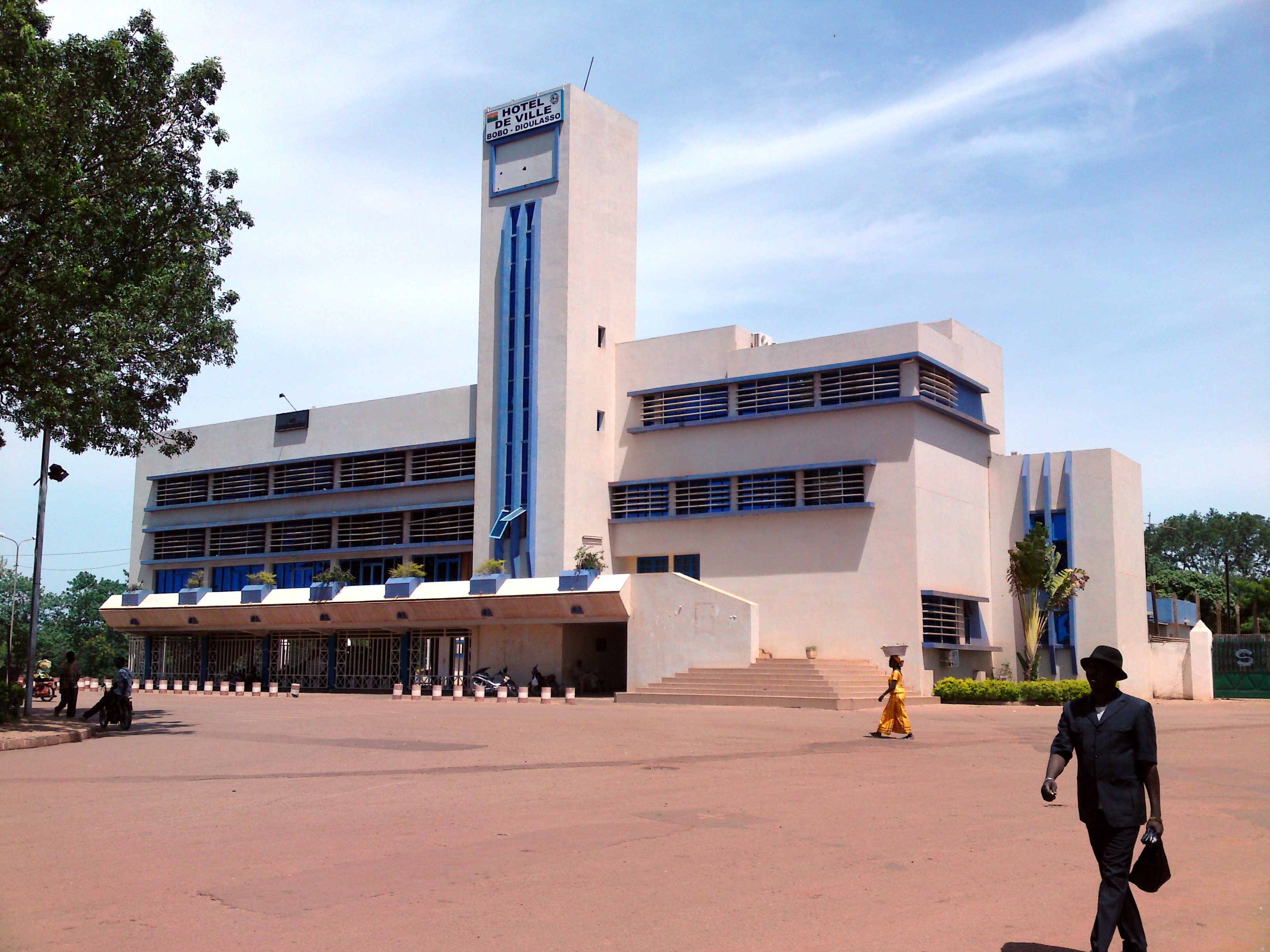
Hôtel de ville de Bobo-Dioulasso

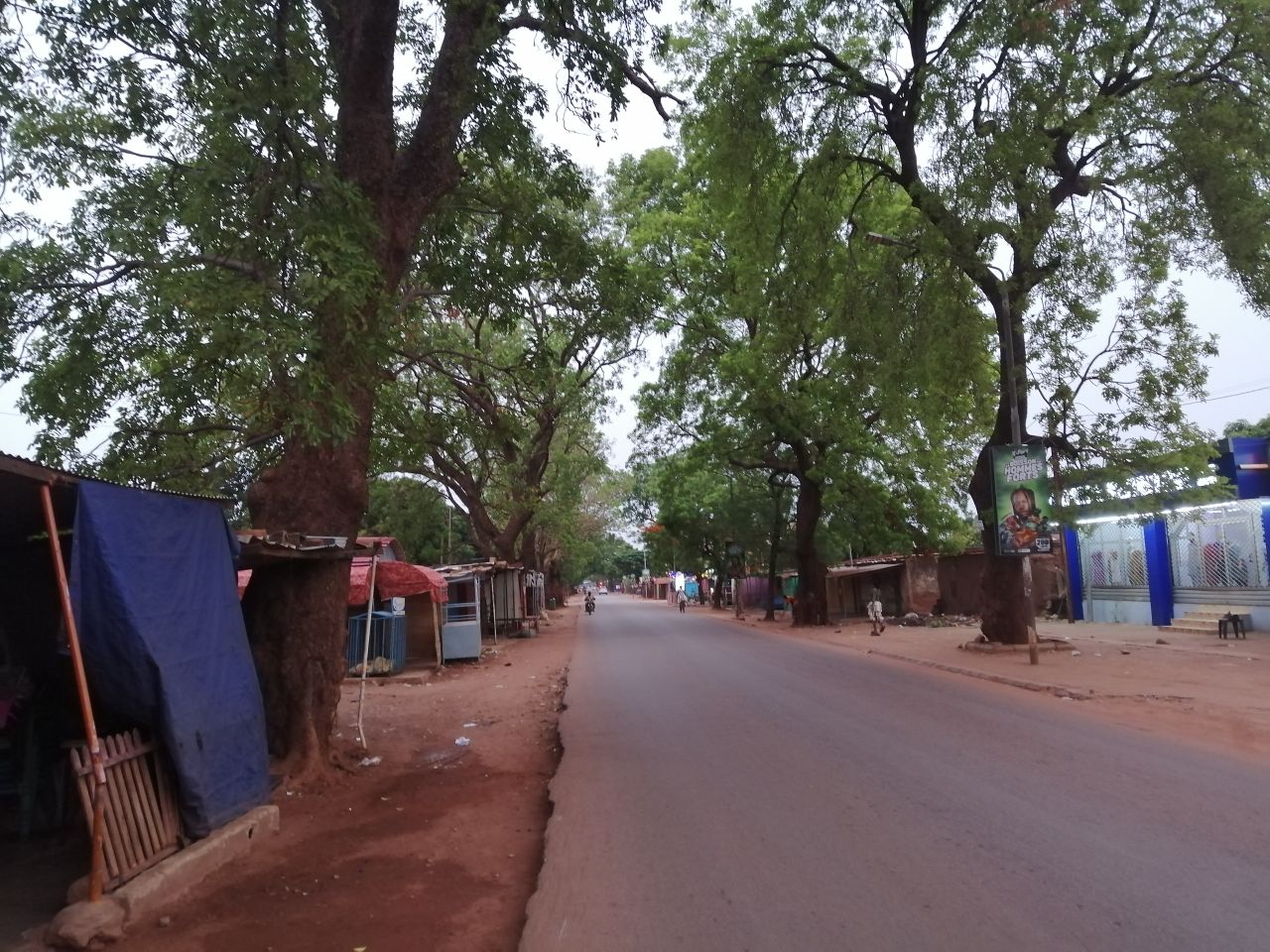
Vue d'une rue arborée du quartier Sikasso à Bobo Dioulasso

Aux termes de l’article 7 de la loi n 004/93/ADP du 12 mai 1993 portant organisation municipale, Bobo-Dioulasso est érigée en commune de plein exercice, statut dont elle bénéficiait d’ailleurs compte tenu de son importance. La loi numéro 006/93/ADP du 12 mai 1993 consacre à la commune de Bobo-Dioulasso un statut particulier. Aux termes de l’article 2 de cette loi, la commune de Bobo-Dioulasso a été organisée en trois arrondissements regroupant vingt-cinq secteurs qui étaient :
- l'ancien arrondissement de Dô : secteurs 3 à 6, 14 à 17, 24 et 25 ;
- l'ancien arrondissement de Dafra : secteurs 2, 10 à 13, 22 et 23 ;
- l'ancien arrondissement de Konsa : secteurs 1, 7 à 9, 18 à 21.

C’est cette même loi qui fixait les limites de la commune de Bobo-Dioulasso. Chaque secteur comportait un ancien nom, mais avec la nouvelle nomination en secteur le terme ex a été utilisé pour les désigner. Exemple : Secteur 1 ex Dioulassoba.
Lors de sa séance du 7 novembre 2009, le conseil des ministres a adopté un projet de loi portant découpage des communes urbaines à statut particulier. La commune et le département de Bobo-Dioulasso a vu ainsi son périmètre élargi (au détriment de départements et communes limitrophes qui s'étaient déjà fortement urbanisés, notamment sur la commune de Bama) : le nombre de ses arrondissements est ainsi passé de trois à sept, mais ils ont été complètement réorganisés et nommés cette fois de façon numérale :
- 1er arrondissement : secteurs 1 à 4 et 8
- 2e arrondissement : secteurs 10, 11, 23 et nouveau secteur 30 (zone SONATUR) : Dafinso, Kimidougou, Santidougou, Panamasso, Doufiguisso et Moukoma.
- 3e arrondissement : secteurs 12 à 14 et nouveau secteur  31 (zone industrielle + trame d’accueil 14) :  Léguéma, Moussobadougou, Kékélésso, Noumousso, Kouentou.
- 4e arrondissement : secteurs 15 (réduit en superficie), 16, 24 (réduit en superficie), nouveaux secteurs 32 (séparé de l'ancien secteur 15) et 33 (séparé de l'ancien secteur 24) : Borodougou, Yéguéresso, Niamadougou, Tondogosso, Baré, Kotédougou et Sogossagasso.
- 5e arrondissement : secteurs 5, 6, 17 (réduit en superficie) et 25, nouveaux secteurs 26 (séparé de l'ancien secteur 17) et 27 (Kuinima Koura) : Pala, Koro, Dodougou, Kouakoualé, Dingasso, Dogotélama.
- 6e arrondissement : secteurs 7, 9, 18 à 20 et nouveau secteur 28 : Samagan, Farakoba, Matourkou, Logofourousso, Darsalamy, Koumi et Moamy.
- 7e arrondissement : secteurs 21, 22 et nouveau secteur 29 (BelleVille) : Dindéresso, Nasso, Ouolonkoto, Kokorowé et Bana.

## Économie

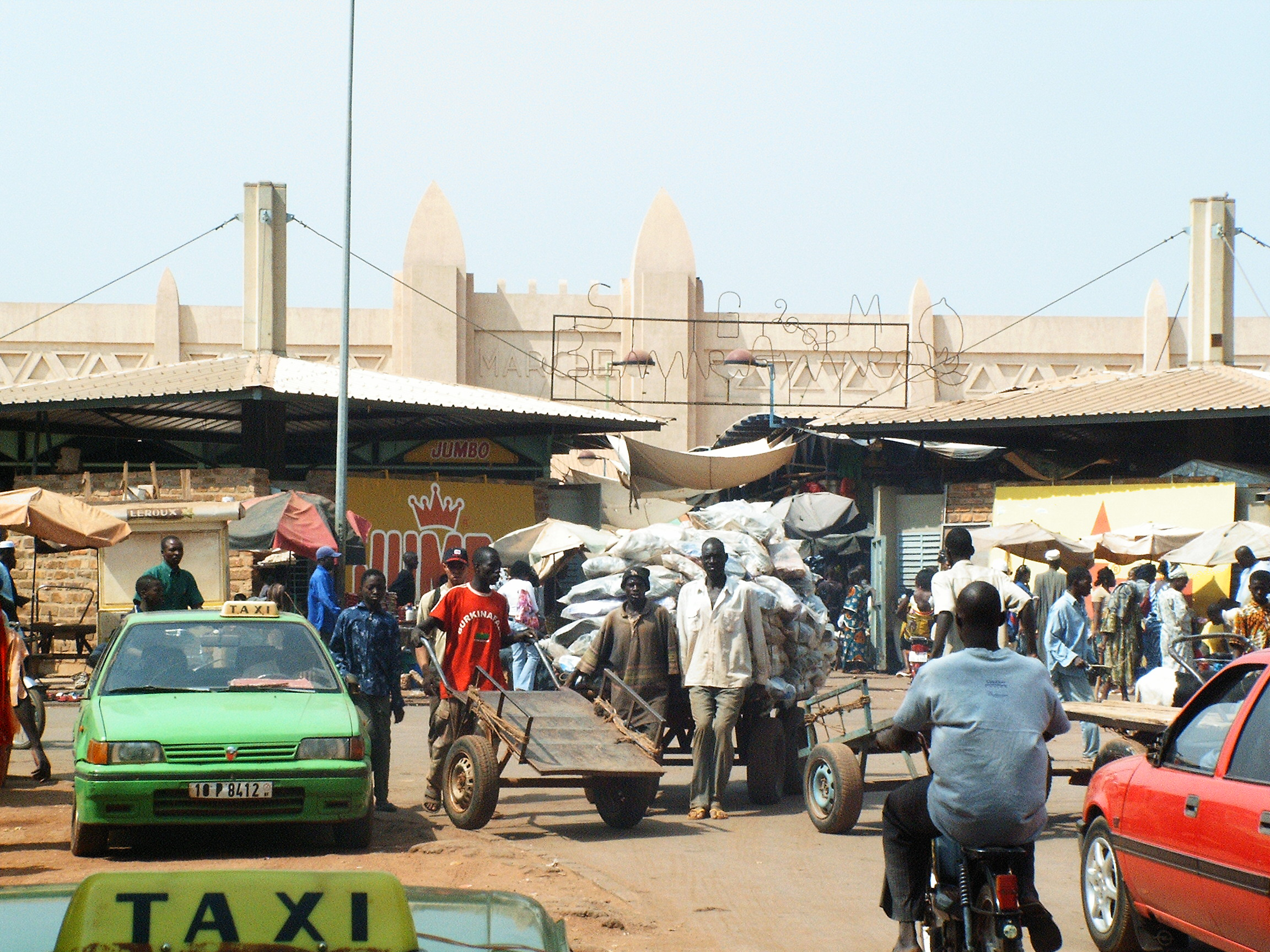
Le marché de Bobo-Dioulasso.

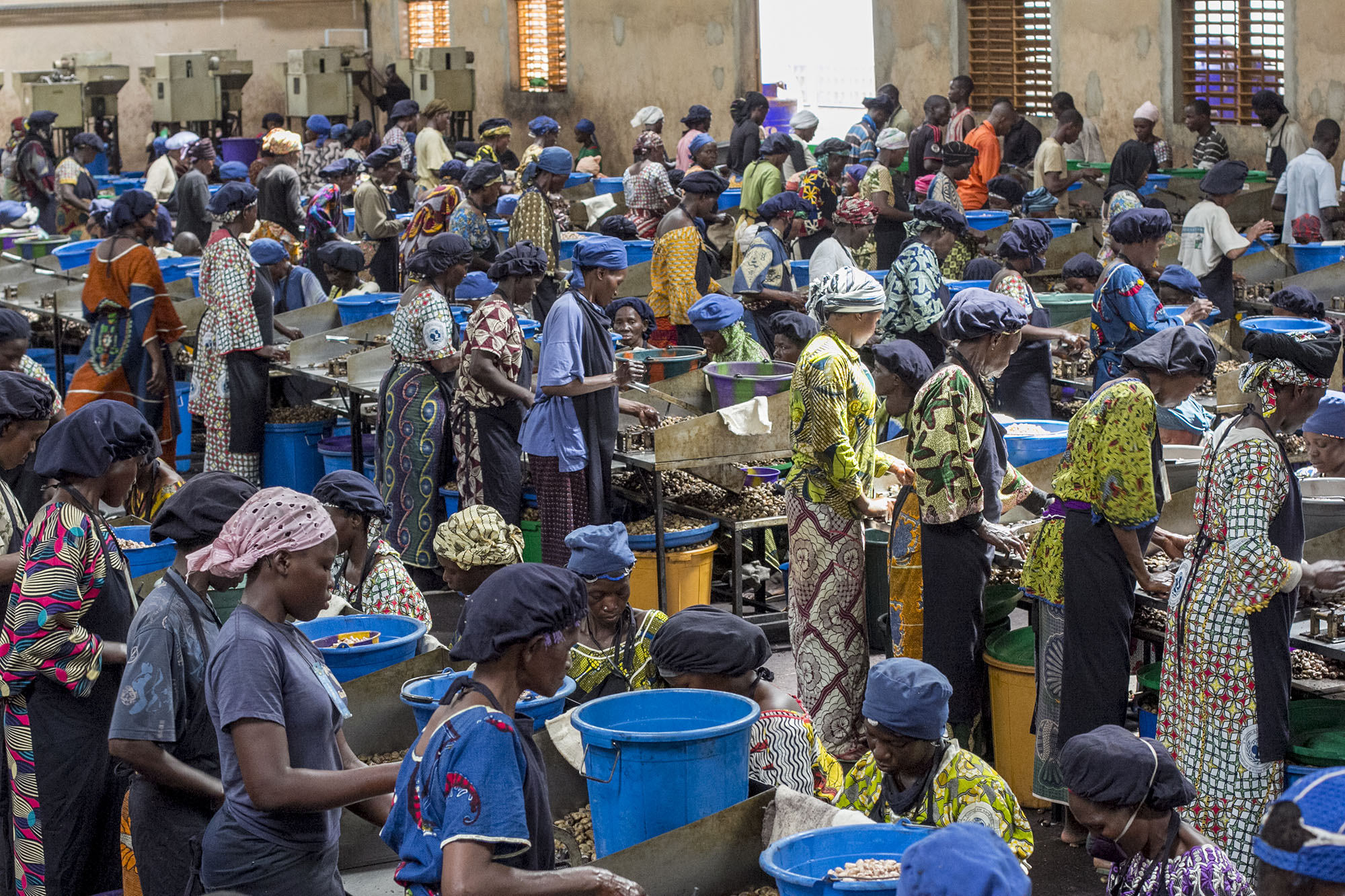
Usine de noix de cajou.

À Bobo-Dioulasso, capitale économique du pays, ce sont l’administration et le commerce qui constituent les branches d’activité les plus importantes. Ces deux branches d’activité occupent les deux tiers des actifs. Les services dans leur ensemble concentrent 84 % des actifs.
Les caractéristiques socio-économiques de Bobo-Dioulasso peuvent s’analyser à travers les fonctions urbaines telles que les transports, le commerce, l’industrie, les services publics et l’agriculture.

### Commerce
Du fait de sa position de carrefour en Afrique de l'Ouest, la fonction commerciale tient une place de choix dans la ville de Bobo-Dioulasso. Un grand nombre de maisons de commerce nationales et étrangères ont leur siège à Sya.
Le répertoire de la Chambre de Commerce dénombre 180 établissements de commerce allant du commerce général à l’import–export, à la vente de textiles, de matériaux de construction, au commerce des machines, automobiles, appareils électriques ; Bobo-Dioulasso compte environ dix-huit marchés.

### Industrie
L’essentiel du tissu industriel bobolais est constitué par l’agro-alimentation (Brakina, Citec Huilerie) par l’agro-industrie (Sofitex, Sofib, Mabucig), industrie légère (Sonaceb cartonnage, Winner piles, Filsah produits cotonniers), par la mécanique et la métallurgie (Sifa, CBTM, Profimétaux, EERI-BF, AUMI) et par la chimie et ses dérivés (Saphyto, SAP). La zone industrielle aménagée le long de la voie ferrée s’étend actuellement vers le quartier Lafiabougou.
L’industrie bobolaise est surtout destinée au marché intérieur mais avec le développement de la filière coton, il est possible d’envisager une industrie d’exportation.
Depuis 2005 une industrie d'exportation de fruits, notamment de mangues fraîches, s'est mise en place. Il y a une station de conditionnement publique - le Terminal Fruitier - et une station privée.

## Transports

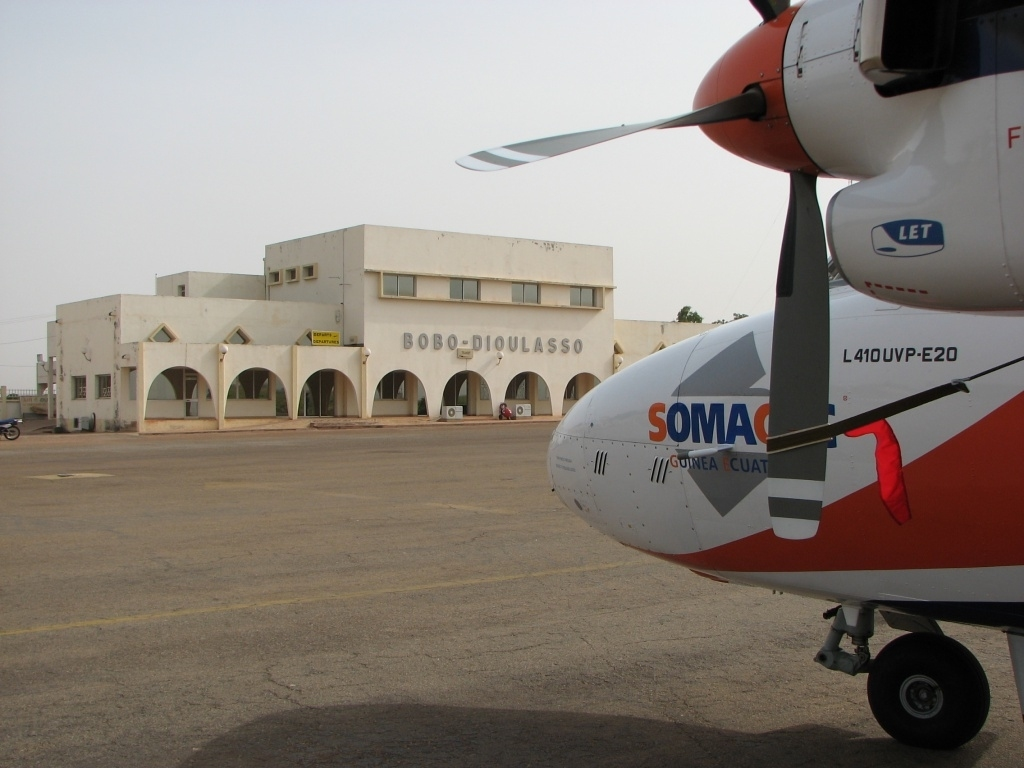
Aéroport de Bobo-Dioulasso

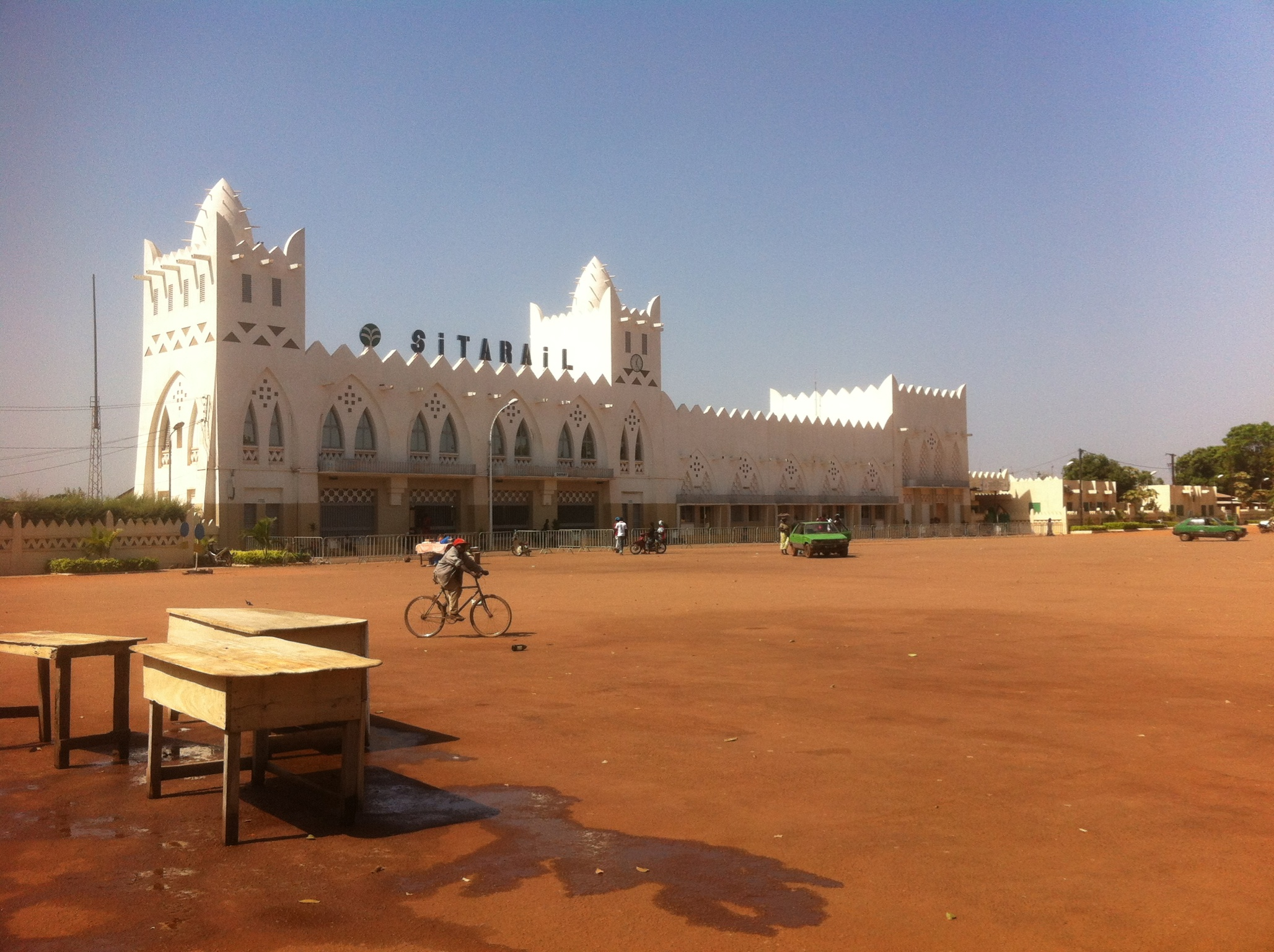
Gare de Bobo-Dioulasso

### Aviation
La ville est reliée par le transport aérien avec l'aéroport de Bobo-Dioulasso.

### Train
La gare de Bobo-Dioulasso se trouve sur la ligne d'Abidjan à Ouagadougou, exploitée par la Sitarail. Il y a trois trains de passagers par semaine vers Abidjan et Ouagadougou, et environ deux trains de marchandises par jour. Une plate-forme à conteneurs moderne se trouve dans la zone industrielle.

### Routes
Route trans-sahélienne Dakar (Sénégal) — N'Djamena (Tchad) passe par Bobo-Dioulasso. Pour le transport routier, la ville est un important carrefour sur l'axe reliant le sud-est du Mali jusqu'au port de Lomé au Togo en traversant le Ghana.
La ville est traversée par plusieurs routes nationales dont :
- RN 1, de Ouagadougou à Bobo-Dioulasso (via Kokologho, Sabou, Boromo, Pâ et Houndé),
- RN 7, de Bobo-Dioulasso à Banfora, puis jusqu'à Dangouindougou et la frontière ivoirienne (en direction de Bouaké et Yamoussoukro),
- RN 8, de Bobo-Dioulasso à Orodara, puis jusqu'à Koloko et la frontière malienne (en direction de Sikasso),
- RN 9, de Bobo-Dioulasso à Dandé, puis jusqu'à Faramana et la frontière malienne (en direction de Koutiala) et
- RN 10 (de Bobo-Dioulasso à Dédougou, puis jusqu'à Ouahigouya (sur une route non bitumée).

## Enseignement supérieur
La ville compte deux universités publiques, l'université Nazi-Boni, fondée en 1995, et l'Institut supérieur des sciences de la santé (INSSA), fondée en 2005, et plusieurs universités privées dont l’institut As-Salam, fondée en 2018, avec des enseignements à la fois des sciences islamiques, des lettres modernes et de la traduction; l'Institut supérieur de l’information et de gestion (ISIG) rebaptisé Université Aube Nouvelle (U-AUBEN) est implantée à Bobo-Dioulasso depuis 2003; l’Université catholique de l’Afrique de l’ouest (UCAO), est un établissement privé d’enseignement supérieur qui a ouvert ses portes à Bobo Dioulasso en novembre 2005 dans l’enceinte du CESAO; l’Institut supérieure de filières professionnalisantes (ISFP), est un établissement privé d’enseignement supérieur technique et professionnel fondé à la rentrée 2003-2004.

## Santé
- Centre hospitalier universitaire Sourou Sanou de 593 lits,
- Construction d'un centre hospitalier universitaire (CHU) de 500 lits par le République Populaire de Chine et pose de la première pierre le 20 octobre 2020.
- Hôpital privé universelle du Houet

## Lieux de culte
Les mosquées sont les lieux de culte les plus nombreux dans la ville. La Grande Mosquée de Dioulassoba, aussi appelée mosquée de Dioulasso-bâ, est construite en 1880 et représente un symbole du Burkina Faso.
Il y a aussi des églises et des temples chrétiens : Archidiocèse de Bobo-Dioulasso (Église catholique), Association des Églises évangéliques réformées du Burkina Faso (Communion mondiale d'Églises réformées), Assemblées de Dieu, Deeper Life Bible Church, Centre international d’évangélisation - Mission intérieure africaine.

## Sites touristiques
La ville de Bobo Dioulasso et ses environs regorgent de sites touristiques :

### Sites naturels
- La Guinguette, site naturel dans la forêt de Kou;
- Lac aux silures sacrés de Dafra ;
- Forêt classée de Dindérésso ;
- Forêt classée de Kou ;
- Forêt classée de Kua ;
- Mare aux Hippopotames de Bala ;

### Villages remarquables
- Village touristique de Koumi ;
- Village perché de Koro ;

### Centres culturels et musées
- Centre Sénoufo ;
- Centre Culturel Bobo Mandaré
- Mausolée Tiéfo Amoro ;
- Place Tiéfo Amoro ;
- Musée communal Sogossira Sanon ;
- Mosquée de Dioulasso-bâ ;
- Tombes des Rois Bobo Mandarè ;
- Mausolée de Guimbi Ouattara ;
- Quartier des Artisans ;
- Musée de la Musique d'Hier et d'Aujourd'hui ;
- Cathédrale Notre Dame de Lourdes ;
- Centre Artistique Taba Taba ;
- Konsa ou la Maison Mère 1,2,3
- Rond point de la jeunesse burkinabé de Bobo-Dioulasso4.

## Cinéma
Bobo-Dioulasso est l'une des plus grandes villes culturelles du Burkina Faso. Cela, en raison de la diversité culturelle qui y réside. La ville compte au total quatre principales salles de cinéma, à savoir le Ciné Sagnon, Guimbi, Sya et Houet. Mais, depuis plus d'une décennie, aucune des salles n'est fonctionnelle .
Pour les évènements culturels emblématiques comme le FESPACO, les RECIS, les projections sont obligées d'être faites dans la salle de spectacle de la Maison de la culture, soit dans la petite salle de ciné de l'Institut français de Bobo-Dioulasso, soit la salle Casimir Koné de la RTB2 ou encore dans des espaces ouverts,,,

## Médias
Bobo-Dioulasso accueille le siège de L'Express du Faso, seul journal quotidien privé conçu et publié en dehors de Ouagadougou. En plus de l'Express du Faso, plusieurs autres médias existent dans la ville de Bobo-Dioulasso. Nous les avons classés par catégorie.

### Télévision
Radiodiffusion télévision du Burkina (Rtb2 Hauts-Bassins), BF1, 3TV, Savane TV, Hakili tv, SMTV.

### Radiodiffusion
Radio Bobo, Radio Étoiles de Noël, Radio LPC, Radio Municipal de Sya, Radio Alliance chrétienne, Radio Oméga, Savane FM, Radio Al-Maphaz, Radio Evangile Développement (RED), Radio Amazone, Radio Islamique Ahmadiyya, Horizon Fm.

### Presse écrite
Sidwaya, L'Express du Faso, le Pays, l'Observateur Paalga

### Presse en ligne
Le faso.net, Ouest Info, Faso 7, Jeune reporter, Libération, Boulonba Info, Ouest Actu

## Festivals
- Semaine Nationale de la Culture (SNC) : En alternance avec le Fespaco, le Burkina Faso organise à Bobo-Dioulasso la Semaine nationale de la culture (SNC), événement culturel majeur depuis 1983, qui soufflera ses 20 bougies en 2020[30]. Depuis 2000, Bobo Dioulasso abrite le siège de cette biennale de la culture[31],[32].
- Foire Internationale de Bobo Dioulasso (FIBO) : La FIBO s’est définitivement imposée comme la principale manifestation socioéconomique de la ville de Bobo-Dioulasso après la Semaine Nationale de la Culture (SNC)[33].
- Festival Yeleen : Ce festival international de contes et arts du récit accueille chaque année plus de 100 artistes de tous les continents et touche, en moyenne, 15 000 spectateurs[34].
- Festival Badara[35].
- Festival international des Dozos[36].
- Festival des arts du cirque de Bobo-Dioulasso[37].
- Rencontres cinématographiques de Sya
- Rencontres musicales africaines[38]

## Personnalités nées à Bobo-Dioulasso

### Sport
- Hervé Koffi, footballeur.
- Gustavo Sangaré, footballeur
- Charles Kaboré, footballeur
- Issa Kaboré, footballeur
- Alain Traoré, footballeur
- Bertrand Traoré, footballeur
- Lassina Traoré, footballeur.
- Abdoul Tapsoba, footballeur
- Marthe Koala, athlète

### Culture
- Dani Kouyaté, metteur en scène et griot
- Moussa Sanou, comédien, dramaturge, metteur en scènes, écrivain, conteur.
- Gaston Kaboré, réalisateur, scénariste, producteur de cinéma,
- Kady Traoré, actrice, réalisatrice et productrice
- Les frères Ouattara, artistes plasticiens sculpteurs

### Autre
- Anselme Titiama Sanou, archevêque catholique
- Paul Kaba Thiéba,économiste et homme politique

## Jumelages
- Châlons-en-Champagne (France) depuis le 28 août 1970
- Gironde (département) (France) depuis 1993
- Bamako (Mali) depuis 1994
- Fès (Maroc) depuis 2005
- Saint-Étienne (France) depuis 2009 (convention de coopération)
- Bouaké (Côte d'Ivoire)